# Lars Jansson (ekonom)
Lars Alvar Jansson, född 13 mars 1927 i Alingsås stadsförsamling, död 17 april 2016 i Göteborgs Karl Johans distrikt i Göteborg, var en svensk ekonom. Han var ekonomie licentiat och var från 1970-talet anställd som universitetslektor vid Handelshögskolan vid Göteborgs universitet. I Göteborgs Universitets databaser syns Jansson som medförfattare till två rapporter för UHÄ (Universitets- och högskoleämbetet) (1980 och 1983), och har också ett bidrag i en skrift från Handelshögskolan (1963).
Jansson är mest känd som författare till boken Mångkultur eller Välfärd?, utgiven 2002, där han gör en totalberäkning av de kostnader och intäkter svensk migrationspolitik, integrationspolitik, europapolitik och biståndspolitik innebär för svenska samhället. Jansson uppskattar kostnaderna till 276 miljarder kronor årligen (siffrorna togs fram 2002)[källa behövs]. Den metodik Jansson valt, där bland annat försvarskostnaden räknas till "invandringens kostnader" och det han kallas "solidaritetsmodellen" där de invånare som betalar mindre i skatt än samhällets kostnader delat med antalet invånare (exempelvis barn och pensionärer) betecknas som "minusposter" har blivit ifrågasatta och hans uppskattning av "kostnaderna" är mer att betrakta som en politisk inlaga än som forskning. Lars Jansson är gravsatt i minneslunden på Västra kyrkogården i Göteborg.